# Río Congaree
El río Congaree (en inglés: Congaree River) es un corto río de Estados Unidos que fluye en dirección SE por el estado de Carolina del Sur. Tiene una longitud de 76 km, desde su nacimiento en la ciudad de Columbia -por la confluencia de los ríos Broad y Saluda- hasta unirse al río Wateree con el que forma el lago Marion, del que surgirá el río Santee que desemboca en el océano Atlántico, al norte de Charleston.
A pesar del gran pantano antes de la ciudad de Columbia, el río Congaree es navegable por barcazas. El río atraviesa el parque nacional Congaree de 90 km², que tiene uno de los últimos bosques primarios de América del Norte.
El río fue nombrado así en honor a la tribu de indios Congaree.